# Etrema elegans
Etrema elegans é uma espécie de gastrópode do gênero Etrema, pertencente à família Clathurellidae.